# Il manoscritto (Greenblatt)
Il manoscritto: come la riscoperta di un libro perduto cambiò la storia della cultura europea (titolo originale: The Swerve: How the World Became Modern) è un saggio storico di Stephen Greenblatt pubblicato nel 2011. Il saggio ricostruisce la scoperta, da parte dell'umanista fiorentino Poggio Bracciolini, di un manoscritto del De rerum natura, opera di cui da secoli si erano perse le tracce. Greenblatt sostiene che tale scoperta, favorendo l'interesse per le idee di Epicuro, sia all'origine del Rinascimento e quindi dell'evo moderno.

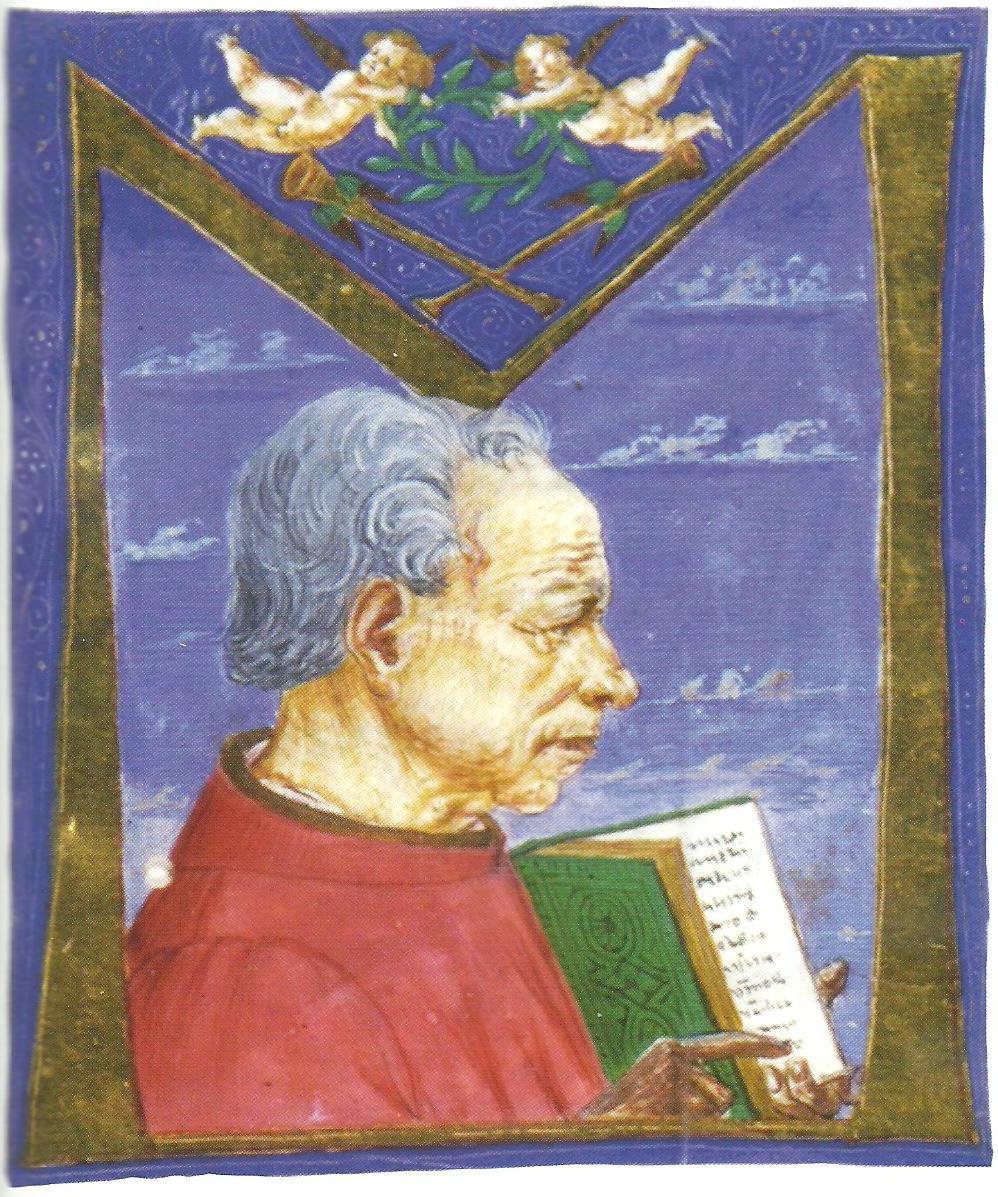
Poggio Bracciolini all'età di 68 anni. Manoscritto del De varietate fortunae.

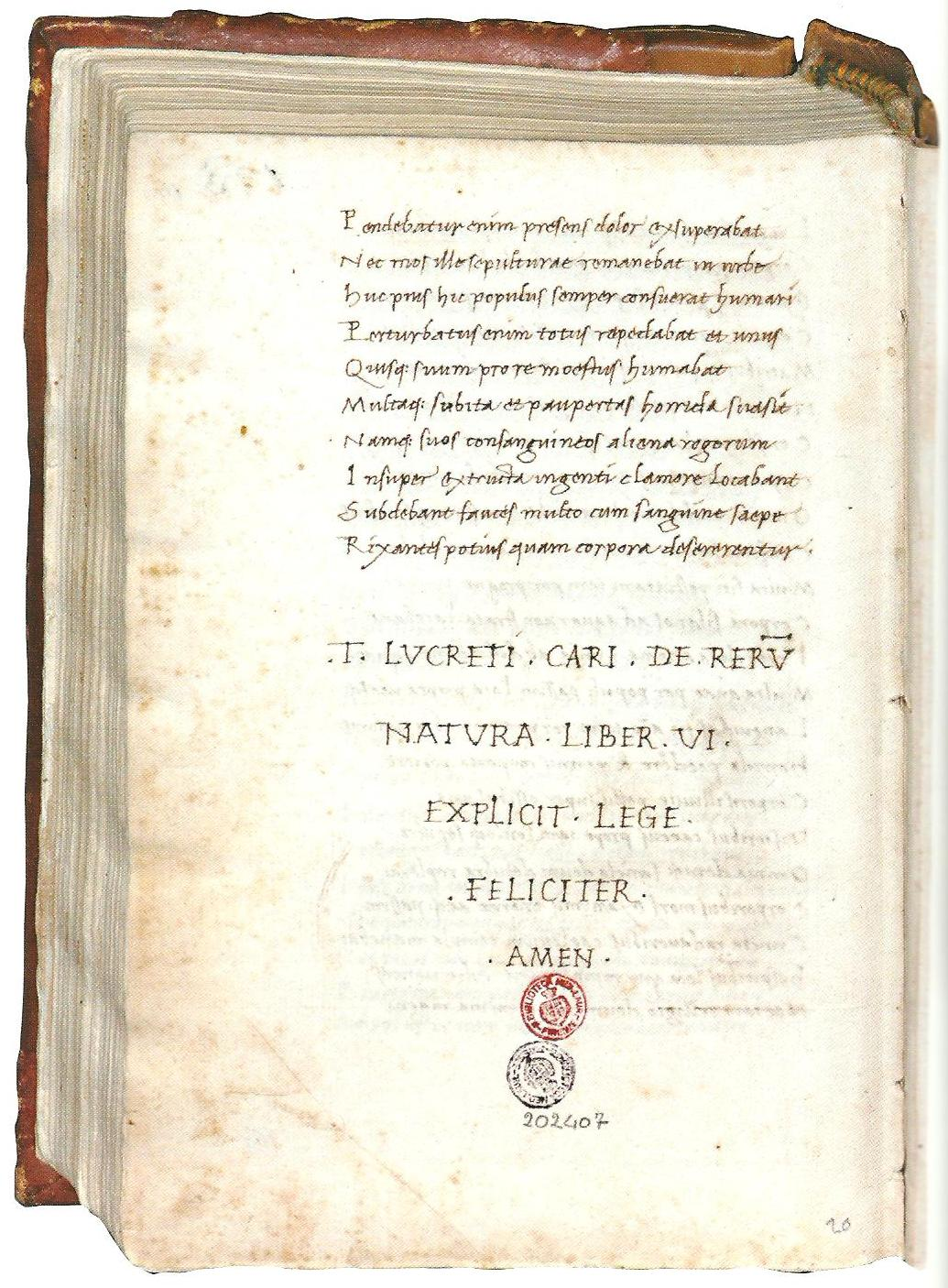
Explicit del De rerum natura, trascritto da Niccolò Niccoli.

## Contenuto
Il saggio di Greenblatt comprende una Prefazione e i seguenti undici capitoli:
1. Il cacciatore di libri
2. Il momento della scoperta
3. In cerca di Lucrezio
4. I denti del tempo
5. Nascita e rinascita
6. Nella fabbrica delle bugie
7. «Così si prendono le volpi»
8. Come stanno le cose
9. Il ritorno
10. Deviazioni
11. Vite dopo la morte

Nella "Prefazione" Greenblatt narra dapprima il suo incontro, in età giovanile, con il «De rerum natura» di Lucrezio. Espone successivamente le importanti conseguenze successive alla scoperta del manoscritto dell'opera di Lucrezio, nei primi anni del XV secolo. Il poema di Lucrezio favorì la riscoperta della filosofia di Epicuro la quale, nonostante l'opposizione della Chiesa, fu molto apprezzata e ammirata da autori importanti come Rabelais, Newton, Spinoza, Moro, Bruno, Darwin, Gassendi, Franklin e Jefferson. Per Greenblatt, la riscoperta del poema di Lucrezio determinò un «cambiamento culturale all'origine della vita e del pensiero moderni; un rinascimento, una ri-nascita, dell'antichità. Non si può certo dire che un poema sia stato responsabile di questo drastico mutamento intellettuale, morale e sociale. Nessuna opera, da sola, avrebbe potuto produrre un effetto così esplosivo, soprattutto un testo di cui per secoli non si era potuto parlare liberamente in pubblico senza correre rischi. Ma questo libro antico, ricomparso all'improvviso, fece la differenza».
Nei successivi undici capitoli Greenblatt ricostruisce le avventurosa vicende in cui fu coinvolto Poggio Bracciolini nel periodo in cui scoprì il manoscritto di Lucrezio. Bracciolini era segretario personale di Baldassarre Cossa, eletto papa nel 1410 come Giovanni XXIII, ma la cui elezione fu contestata tanto che gli si contrapposero lo spagnolo Pedro de Luna (Benedetto XIII) e il veneziano Angelo Correr con il nome di Gregorio XII. L’imperatore Sigismondo di Lussemburgo obbligò Giovanni XXIII a convocare, nel 1414, un concilio a Costanza per ricostituire l'unità dei cristiani e discutere anche le questioni poste dal riformatore Jan Hus. Giovanni XXIII si trovò in difficoltà e, dopo varie vicissitudini, fu deposto e imprigionato. Poggio Bracciolini si allontanò da Costanza e decise di dedicarsi alla sua passione, la ricerca di testi dell'antichità, in varie abbazie svizzere e tedesche. E nel 1417 Bracciolini trovò molto probabilmente nell'abbazia di Fulda il manoscritto del De rerum natura, lo fece copiare da uno scrivano, e mandò il libro appena copiato a un amico di Firenze, Niccolò Niccoli, perché ne facesse altre copie. Qualche anno dopo Bracciolini cercò di rientrare in possesso della copia inviata a Niccoli, ma non ci riuscì; poco tempo dopo, tuttavia, l'invenzione di Gutenberg avrebbe permesso la diffusione del poema di Lucrezio dando avvio alla fortuna di Lucrezio, e quindi a quella di Epicuro.

## Premi
- National Book Award per la saggistica nel 2011[2]
- James Russell Lowell Prize nel 2011[3]
- Premio Pulitzer per la saggistica nel 2012[4]
- Premio di Storia letteraria dalla Fondazione Natalino Sapegno nel 2013[5].

## Edizioni
- Stephen Greenblatt, The swerve: how the world became modern, New York; London: W.W. Norton, 2011, 356 p., ISBN 978-03-93-06447-6
- Stephen Greenblatt, Il manoscritto : come la riscoperta di un libro perduto cambiò la storia della cultura europea, collana I sestanti, traduzione di Roberta Zuppet, Milano, Rizzoli, 2012, ISBN 978-88-17-05909-1.